# بيفرلي جنكينز
بيفرلي جنكينز (بالإنجليزية: Beverly Jenkins)‏ (1951، ديترويت في الولايات المتحدة)؛ روائية أمريكية. درست في جامعة ولاية ميشيغان.